# Commelina ramosissima
Commelina ramosissima là một loài thực vật có hoa trong họ Commelinaceae. Loài này được López-Ferr., Espejo & Ceja mô tả khoa học đầu tiên năm 2009.